# Maksim Leonidov
Maksim Leonidov (în rusă Максим Леонидович Леонидов; n. 13 februarie 1962, Leningrad, RSFS Rusă, URSS) este un cântăreț rus.